# Eddie Cibrian
Edward Bryant Cibrian (Burbank, Califórnia, 16 de junho de 1973) é um ator norte-americano. Ele é melhor conhecido por seus papéis como Russell Varon em Invasion e Jimmy Doherty em Third Watch.

## Biografia
Edward Bryant Cibrian (Burbank, Califórnia, 18 de junho de 1973) é um ator norte-americano. Ele é melhor conhecido pelo seu papel Jesse Cardoza na serie CSI:Miami

### Vida Pessoal
Cibrian é filho único e nasceu na Califórnia, filho de Hortensia, uma gerente de escritório e Carl Cibrian, um banqueiro. Ele é descendente de cubanos e armênios. Em maio de 2001, Eddie casou-se com Brandi Glanville, com quem tem dois filhos, Mason Edward (junho de 2003) e Jake Austin (abril de 2007). O casal se separou em julho de 2009 depois de meses de especulação sobre um possível romance entre Cibrian e a co-estrela de Northern Lights, LeAnn Rimes.
Pouco depois de ser visto publicamente com Rimes, em agosto de 2009, Cibrian pediu o divórcio de Glanville citando diferenças irreconciliáveis.

### Carreira
Cibrian estrelou as seguintes séries: The Young and the Restless, Baywatch Nights, Sunset Beach, Third Watch, Tilt e Invasion. Além destas, também foi (coadjuvante/secundário) em Saved by the Bell, Beverly Hills, 90210 e Sabrina, the Teenage Witch. Seus créditos no cinema incluem Logan's War: Bound by Honor, Living Out Loud, But I'm a Cheerleader e The Cave.
Cibrian foi nomeado como uma das 100 pessoas mais bonitas do mundo em 2006, segundo a revista People, e ainda em 2006, foi proclamado o homem mais bonito do mês de maio.
O ator entrou no elenco de Vanished no meio da temporada, em substituição ao antigo protagonista, Gale Harold, que deixou a série no 7º episódio.
Em 2007, foi anunciado que Eddie Cibrian faria parte do elenco de Football Wives como Jason Austin, a série é um remake de Footballers Wives, seriado dramático de sucesso na Grã-Bretanha.
Em 2009 entra na oitava temporada do seriado CSI MIAMI.

## Prêmios e Indicações
| Prêmios | Prêmios   | Prêmios                 | Prêmios                          | Prêmios      |
| Ano     | Resultado | Premiação               | Categoria                        | Título       |
| ------- | --------- | ----------------------- | -------------------------------- | ------------ |
| 2002    | Indicado  | ALMA Award              | Ator marcante em série de TV     | Third Watch  |
| 2000    | Indicado  | ALMA Award              | Ator emergente em série de drama | Third Watch  |
| 1999    | Indicado  | Soap Opera Digest Award | Estrela masculina                | Sunset Beach |
| 1998    | Indicado  | Soap Opera Digest Award | Principal ator jovem marcante    | Sunset Beach |